# Halecium
Halecium is een geslacht van hydroïdpoliepen uit de familie van de Haleciidae. 

## Soorten
- Halecium amphibolum Watson, 1993
- Halecium annulatum Torrey, 1902
- Halecium antarcticum Vanhöffen, 1910
- Halecium arcticum Ronowicz & Schuchert, 2007
- Halecium articulosum Clark, 1875
- Halecium banyulense Motz-Kossowska, 1912
- Halecium banzare Watson, 2008
- Halecium beanii (Johnston, 1838)
- Halecium bermudense Congdon, 1907
- Halecium birulai Spassky, 1929
- Halecium bithecum Watson, 2005
- Halecium brashnikowi Linko, 1911
- Halecium brevithecum Watson, 2008
- Halecium bruniensis Watson, 1975
- Halecium calderi Galea, 2010
- Halecium conicum Stechow, 1919
- Halecium corrugatissimum Trebilcock, 1928
- Halecium corrugatum Nutting, 1899
- Halecium crinis Stechow, 1913
- Halecium curvicaule Lorenz, 1886
- Halecium cymiforme Allman, 1888
- Halecium cymosum Fraser, 1935
- Halecium delicatulum Coughtrey, 1876
- Halecium densum Calkins, 1899
- Halecium dichotomum Allman, 1888
- Halecium diminutivum Fraser, 1940
- Halecium dubium Fraser, 1943
- Halecium dufresnae Millard, 1977
- Halecium dyssymetrum Billard, 1929
- Halecium elegantulum Watson, 2008
- Halecium exiguum Fraser, 1948
- Halecium expansum Trebilcock, 1928
- Halecium fasciculatum Fraser, 1938
- Halecium filicula Allman, 1877
- Halecium fjordlandicum Galea, 2007
- Halecium flabellatum Fraser, 1935
- Halecium flexum Fraser, 1948
- Halecium fragile Hodgson, 1950
- Halecium fraseri Ralph, 1958
- Halecium frigidum Peña Cantero, 2010
- Halecium galeatum Billard, 1937
- Halecium groenlandicum Kramp, 1911
- Halecium halecinum (Linnaeus, 1758)
- Halecium harrimani Nutting, 1901
- Halecium humile Pictet, 1893
- Halecium incertus Naumov & Stepanjants, 1962
- Halecium inhacae Millard, 1958
- Halecium insolens Fraser, 1938
- Halecium interpolatum Ritchie, 1907
- Halecium irregulare Bonnevie, 1899
- Halecium jaederholmi Vervoort, 1972
- Halecium kofoidi Torrey, 1902
- Halecium labiatum Billard, 1933
- Halecium labrosum Alder, 1859
- Halecium laeve Kramp, 1932
- Halecium lankesterii (Bourne, 1890)
- Halecium lenticulare Trebilcock, 1928
- Halecium lightbourni Calder, 1991
- Halecium linkoi Antsulevich, 1980
- Halecium liouvillei Billard, 1934
- Halecium lucium Antsulevich, 1979
- Halecium luteum Watson, 1975
- Halecium macrocaulus Watson, 2008
- Halecium macrocephalum Allman, 1877
- Halecium marsupiale Bergh, 1887
- Halecium mediterraneum Weismann, 1883
- Halecium minimum Schneider, 1898
- Halecium minor Fraser, 1935
- Halecium minutum Broch, 1903
- Halecium mirabile Schydlowsky, 1902
- Halecium mirandus Antsulevich & Regel, 1986
- Halecium muricatum (Ellis & Solander, 1786)
- Halecium nanum Alder, 1859
- Halecium nullinodum Fraser, 1935
- Halecium ochotense Linko, 1911
- Halecium ornatum Nutting, 1901
- Halecium ovatum Totton, 1930
- Halecium pallens Jäderholm, 1904
- Halecium paucinodum (Fraser, 1947)
- Halecium pearsonenese Watson, 1997
- Halecium perexiguum Hirohito, 1995
- Halecium petrosum Stechow, 1919
- Halecium planum Bonnevie, 1901
- Halecium plicatocarpum Vervoort & Watson, 2003
- Halecium plumosum Hincks, 1868
- Halecium profundum Calder & Vervoort, 1998
- Halecium pusillum Sars, 1856
- Halecium pyriforme Hirohito, 1995
- Halecium ralpha Watson & Vervoort, 2001
- Halecium reduplicatum (Fraser, 1935)
- Halecium regulare Fraser, 1938
- Halecium repens Jäderholm, 1907
- Halecium reversum Nutting, 1901
- Halecium scalariformis Billard, 1929
- Halecium scutum Clark, 1976
- Halecium secundum Jäderholm, 1904
- Halecium sessile Norman, 1866
- Halecium sibogae Billard, 1929
- Halecium singulare (Billard, 1929)
- Halecium spatulum Watson, 2000
- Halecium speciosum Nutting, 1901
- Halecium tabulatum Watson, 2005
- Halecium telescopicum Allman, 1888
- Halecium tenellum Hincks, 1861
- Halecium tensum Fraser, 1943
- Halecium tenue Fraser, 1938
- Halecium textum Kramp, 1911
- Halecium tortile Bonnevie, 1898
- Halecium tortum Fraser, 1938
- Halecium tubatum Watson, 2008
- Halecium undulatum Billard, 1921
- Halecium vagans Fraser, 1938
- Halecium vasiforme Fraser, 1935
- Halecium washingtoni Nutting, 1901
- Halecium wilsoni Calkins, 1899
- Halecium annuliforme Galea & Schories, 2012